# Aleksandrovsky (huyện của Vladimir)
Huyện Aleksandrovsky (tiếng Nga: ? райо́н) là một huyện hành chính tự quản (raion), của Tỉnh Vladimir, Nga. Huyện có diện tích 1805 kilômét vuông. Trung tâm của huyện đóng ở Aleksandrov.